# Gefleckter Halsbock

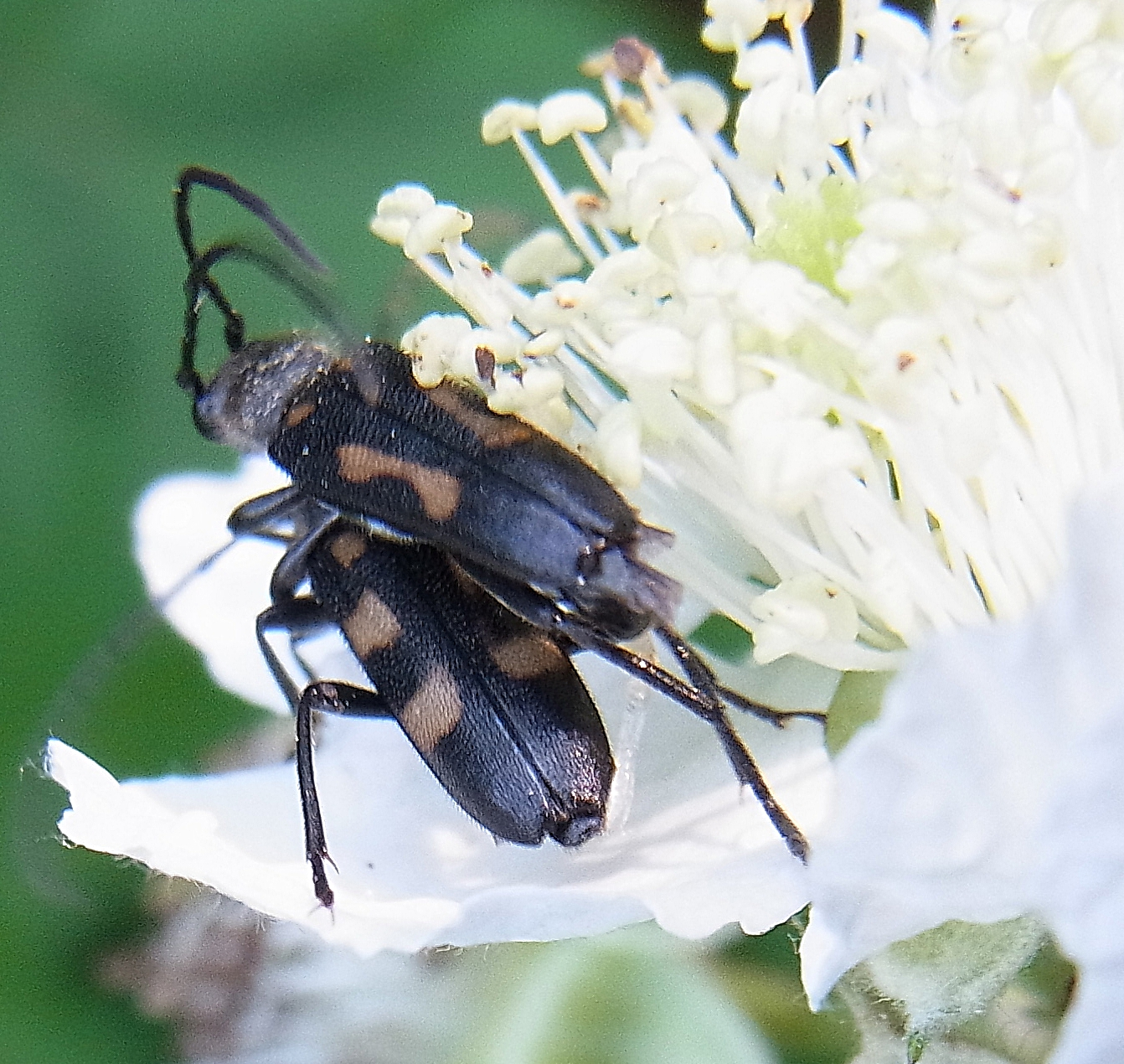
Farbvariante: mittlerer und hinterer Fleck verbunden

Der Gefleckte Halsbock, auch Sechstropfiger Halsbock (Anoplodera sexguttata, Syn.: Leptura sexguttata) ist ein europäischer Bockkäfer.

## Beschreibung
Der Käfer wird 7 bis 12 mm groß. Er ist schwarz, der Halsschild länger als breit. Die Flügeldecken sind in unterschiedlicher Weise mehr oder weniger gelb gezeichnet. Die typische Form hat auf jeder Flügeldecke drei Flecken. Zumindest zwischen Schulterbeule und Schildchen findet sich ein länglicher gelber Fleck. Nur ganz selten sind die Flügeldecken einfarbig schwarz.

## Vorkommen
Der Gefleckte Halsbock kommt von Südeuropa und Nordafrika über Mitteleuropa bis ins südliche Nordeuropa vor. In Deutschland ist er eine ziemlich seltene, wärmeliebende Art. Seine Häufigkeit nimmt von Süden nach Norden ab. Auch in Österreich ist er selten und kommt dort nur im Alpenvorland vor, in der Schweiz ist er häufiger. Er bevorzugt kleine, windgeschützte Täler mit alten Wäldern in niederen Höhenlagen.

## Lebensweise
Die Larve entwickelt sich in zwei bis drei Jahren im morschen Holz von Eichen, Buchen, Erlen und anderen Laubhölzern, ausnahmsweise auch in Nadelholz. Die Käfer erscheinen von Mai bis August, insbesondere im Juni. Sie fliegen an Waldrändern und besuchen Blüten, vor allem Weißdorn, Eberesche, Mehlbeere und Doldenblütler.